# NAPA
NAPA, antes conhecidos por Men On The Couch, são uma banda portuguesa de indie pop e indie rock formada na Madeira, em 2013. A banda é composta por Francisco Sousa (guitarra), João Guilherme Gomes (vocal e guitarra), João Rodrigues (bateria), Diogo Góis (baixo), e João Lourenço Gomes (piano). O grupo venceu o Festival RTP da Canção de 2025 com a música «Deslocado» e representaram Portugal no Festival Eurovisão da Canção de 2025 em Basileia, na Suíça.

## História
Formada em 2013 na Ilha da Madeira com o nome de Men On The Couch, os NAPA, um grupo de rapazes fãs de Red Hot Chili Peppers e The Beatles, começaram as suas composições em inglês, até que, em 2019, ainda sob o nome Men On The Couch, lançaram o seu primeiro álbum, Senso Comum, gravado nos BlackSheep Studios, em Sintra. O projeto foi financiado através de uma campanha de crowdfunding, que permitiu angariar 3.528€ sem apoio de editoras.
A 26 de Maio de 2023 lançaram o segundo álbum, Logo Se Vê. O disco, composto por onze canções, contou com a participação de um quarteto de cordas, um trio de sopros, um coro e uma secção de percussão. Além disso, incluiu colaborações vocais de Beatriz Pessoa, na canção Gigantes, e de Silly, em Assim, Sem Fim.
Em 2024, os NAPA realizaram a sua primeira digressão nacional, esgotando várias salas de norte a sul do país. Para encerrar o ano, lançaram o filme-concerto O Mundo Continua a Girar, gravado ao longo de duas noites esgotadas no Teatro Maria Matos, em formato "Big Band".
Em 2025, foram vencedores do Festival RTP da Canção 2025 com a canção Deslocado, que integra a segunda semifinal do concurso. A música é uma ode às origens madeirenses da banda, refletindo a experiência dos integrantes viverem «deslocados» em Portugal Continental.

## Discografia
- Se Eu Morresse Amanhã (Single, 12 de Junho de 2019)
- Senso Comum (LP, 11 de Outubro de 2019)
- Assim, Sem Fim (Single, 10 de Abril de 2023)
- Luz do Túnel (Single, 19 de Maio de 2023)
- Logo Se Vê (LP, 26 de Maio de 2023)

## Apresentações ao vivo
- Summer Opening 2017, Funchal - 22 de Julho de 2017
- Barreirinha Bar Café, Funchal - 30 de Dezembro de 2017[10]
- Museu Café, Funchal - 1 de Agosto de 2018
- Arraial ESCSito, Lisboa - 12 de Outubro de 2018[11]
- Barreirinha Bar Café, Funchal - 29 de Dezembro de 2018
- Summer Opening 2019, Funchal - 20 de Julho de 2019[12]
- Festival Maktubsoundsgood, Câmara de Lobos - 4 de Maio de 2019
- Sabotage Club, Lisboa - 24 de Outubro de 2019
- Praça do Povo, Funchal - 28 de Dezembro de 2019[13]
- Musibox, Lisboa - 7 de Março de 2020[12]
- RHI 2020, Culturgest (Fundação CGD) - 24 de Setembro de 2020
- Fica na Cidade, Funchal - 16 de Abril de 2021
- Museu da Imprensa, Câmara de Lobos - 23 de Julho de 2021
- Avenida Arriaga, Funchal - 1 de Setembro de 2021
- X FMUP Music Fest, Porto - 30 de Setembro de 2021
- Casa do Capitão, Lisboa - 21 de Outubro de 2021[14]
- Feira do Livro do Funchal, 14 de Novembro de 2021[15]
- Titanic sur Mer, Lisboa - 18 de Dezembro de 2021[12]
- Termómetro 2021, Castelo Branco - 19 de Dezembro de 2021[12]
- Barreirinha Bar Café, Funchal - 28 de Dezembro de 2021
- EKTA x Safra, Lisboa - 26 de Março de 2022
- Festival New Generations, Funchal - 14 de Maio de 2022[16]
- Barreirinha Bar Café, Funchal - 28 de Dezembro de 2022
- Feira do Livro do Funchal, Funchal - 26 de Março de 2023[17]
- Musicbox, Lisboa - 7 e 8 de Junho de 2023[18]
- Sala M.Ou.Co, Porto - 7 de Julho de 2023[12]
- Summer Opening 2023, Funchal - 21 de Julho de 2023[18]
- Festival Altear, Porto Santo - 11 de Agosto de 2023[18]
- MIL Lisboa 2023, Lisboa - 29 de Setembro de 2023[12]
- XII FMUP Music Fest, Porto - 9 de Novembro de 2023
- Barreirinha Bar Café, Funchal - 28 de Dezembro de 2023
- Feira do Livro do Funchal, Funchal - 1 de Março de 2024[19]
- Atlas Music Festival, Funchal - 2 de Março de 2024
- Salão Brazil, Coimbra - 12 de Abril de 2024[12]
- Lustre, Braga - 13 de Abril de 2024[12]
- Arraial Santana, Lisboa - 19 de Abril de 2024
- Maus Hábitos, Porto - 26 de Abril de 2024[12]
- Enterro'24, Aveiro - 3 de Maio de 2024
- Teatro Maria de Matos, Lisboa - 21 e 22 de Maio de 2024[12]
- Centro de Artes de Sines, Sines - 25 de Maio de 2024
- Musa Marvila, Lisboa - 29 de Maio de 2024
- FNAC Live, Belém - 1 de Junho de 2024[20]
- Semana da Juventude, Câmara de Lobos - 31 de Julho de 2024[21]
- Festival Kulverão, Cinfães - 14 de Agosto de 2024[22]
- Sol da Caparica Festival, Caparica - 15 de Agosto de 2024[23]
- Festival Algazarra, Porto Santo - 16 de Agosto de 2024[24]
- Absurda Art Fest 2024, Arcos de Valdevez - 31 de Agosto de 2024[12]
- Aprochega-te, Funchal - 7 de Setembro de 2024[25]
- Arraial do IST, Lisboa - 13 de Setembro de 2024[12]
- Musicbox, Lisboa - 3 e 4 de Outubro de 2024[12]
- Hardclub, Porto - 10 de Outubro de 2024[12]
- Barreirinha Bar Café, Funchal - 28 de Dezembro de 2024[26]